# Зайцев, Матвей Алексеевич
Матве́й Алексе́евич За́йцев (1908 — ?, Москва) — советский футболист.

## Карьера
За свою карьеру выступал в московских командах «Спартак», «Дукат» и «Металлург».